# Startklassen im paralympischen Schwimmsport
Die paralympischen Schwimmer werden in verschiedene Startklassen eingeteilt um Wertungsgruppen der Sportler mit verschiedener Behinderung (auch bezeichnet als: Handicap) zu erstellen. Sportler einer Startklasse werden gegeneinander gewertet. Eine Zusammenlegung von einzelnen Startklassen ist möglich.

## Klassifizierung
Die Startklassen im Schwimmsport beginnen grundsätzlich mit dem Buchstaben „S“ (wie Schwimmen bzw. Swimming). Ausschließlich für die Brust-Strecken gibt es die Startklassen-Abkürzung „SB“ (B wie Brustschwimmen bzw. Breaststroke). Für die Lagen-Wettbewerbe erhält die Startklasse den Zusatzbuchstaben „M“ (M wie Medley, englisch für „Lagen“). Hintergrund ist, dass beim Brustschwimmen für den Vortrieb verstärkt die Beinmuskulatur benötigt wird und beim Schmetterling-Schwimmen die Armmuskulatur verstärkt eingesetzt wird.
Die Startklassen mit den Anfangsbuchstaben „S“, „SB“ und „SM“ sind unterteilt in Klassen mit den folgenden Klassenziffern:
- Schwimmer mit körperlicher Behinderung: 1 bis 10
- Schwimmer mit Sehbehinderung: 11 bis 13
- Schwimmer mit geistiger Behinderung: 14

Die Einteilung der Schwimmer in die entsprechenden Startklassen werden durch Klassifizierungstest ermittelt. Einen ausführlichen Einblick geben die „Klassifizierungsrichtlinien des Deutschen Behindertensportverbandes e. V. – Grundlage IPC Klassifizierungsbestimmungen -“ (Stand: 2010 mit 80 Seiten, Stand 2014 gibt keine Details an.)

## Eingeschränktes Wettkampfprogramm
Aufgrund der körperlichen Einschränkungen sind einige Schwimmarten in ausgewählten Startklassen nicht möglich. Zum Beispiel gibt es für die Startklassen S1 bis S5 (starke körperliche Einschränkungen) keine Schmetterling-Strecken und in den Startklassen SM3 und SM4 (Lagenschwimmen, starke körperliche Einschränkungen) werden statt 200 m Lagen nur 150 m Lagen ohne Schmetterling-Teilstrecke geschwommen.

## Beispiele für die Einteilung der Startklassen
in Anlehnung an die Vorgaben des Deutschen Behindertensportverbandes

### Schwimmer mit körperlicher Beeinträchtigung
Bei körperlich behinderten Sportlern werden die Gliedmaßen vermessen und die Bewegungswinkel der Arme und Beine erfasst (so genannter „Banktest“). Im Wasser wird ein weiterer Test vorgenommen. Der Vortrieb spielt eine wichtige Rolle bei der Klassifizierung.
Mit Hilfe des „Funktionellen Klassifizierungssystems (FCS)“ werden motorische Fähigkeiten mit Punkten bewertet. Einem Schwimmer ohne Handicap werden 300 Punkte zuerkannt.
| Klasse    | Schwimmart                                              | Punkte                                                                   | Punkte                                                                   | Punkte                                                                   | Punkte                                                                   | Punkte                                                                   | Punkte      |
| Klasse    | Schwimmart                                              | Arme                                                                     | Beine                                                                    | Rumpf                                                                    | Start                                                                    | Wende                                                                    | Summe       |
| --------- | ------------------------------------------------------- | ------------------------------------------------------------------------ | ------------------------------------------------------------------------ | ------------------------------------------------------------------------ | ------------------------------------------------------------------------ | ------------------------------------------------------------------------ | ----------- |
| S-Klasse  | Freistil, Rücken, Schmetterling                         | max. 130                                                                 | max. 100                                                                 | max. 50                                                                  | max. 10                                                                  | max. 10                                                                  | = max. 300  |
| SB-Klasse | Brustschwimmen                                          | max. 110                                                                 | max. 120                                                                 | max. 50                                                                  | max. 10                                                                  | max. 10                                                                  | = max. 300  |
| SM-Klasse | Lagenschwimmen (Schmetterling, Rücken, Brust, Freistil) | Die S-Klasse geht 3-fach und die SB-Klasse einfach in die SM-Klasse ein. | Die S-Klasse geht 3-fach und die SB-Klasse einfach in die SM-Klasse ein. | Die S-Klasse geht 3-fach und die SB-Klasse einfach in die SM-Klasse ein. | Die S-Klasse geht 3-fach und die SB-Klasse einfach in die SM-Klasse ein. | Die S-Klasse geht 3-fach und die SB-Klasse einfach in die SM-Klasse ein. | = max. 1200 |

Die geringste Behinderung, die zu einer Teilnahme berechtigt, ist durch den Verlust von 15 Punkten gekennzeichnet.
| Allgemein | Lagen | Brust | Beschreibung | Beispielschwimmer                                                                                    |
| --------- | ----- | ----- | --- | --- |
| S1        | SM1   | -     | Schwimmer mit sehr schweren Koordinationsproblemen in allen vier Gliedmaßen, einer geringen Kontrolle über den Rumpf und Kopf und eine sehr eingeschränkte Vortriebskraft durch die Bewegungen der Gliedmaßen. Dies entspricht einer Tetraplegie oder Polio, vergleichbar mit einer kompletten Querschnittlähmung C5. Weiterhin sind auch Schwimmer mit starken Gelenkveränderungen mit stark eingeschränkter Bewegung und Vortriebskraft der Gliedmaßen hier zusammengefasst. | |
| S2        | SM2   | SB1   | Ähnlich wie Klasse S1, jedoch besitzen diese Schwimmer mehr Vortrieb, wenn sie ihre Arme und Beine benutzen, d. h. die Bewegungsamplitude der oberen Gliedmaßen ist gering. Weiterhin sind auch Schwimmer mit schwerwiegenden Beeinträchtigungen der Skelettmuskulatur hier zusammengefasst. Dies entspricht den Einschränkungen durch eine komplette Querschnittlähmung Halswirbel C6/7. | |
| S3        | SM3   | SB2   | Schwimmer mit schwerer Spastik an allen Gliedmaßen, schwacher Kontrolle über den Rumpf und den Kopf, einer geringen Vortriebskoordination in allen vier Gliedmaßen, schwere Dysmelien in allen vier Gliedmaßen oder Amputationen aller vier Gliedmaßen mit kurzen Stümpfen, schwere muskuläre Atrophie oder einer alle vier Gliedmaßen betreffenden Arthrogrypose in dieser Startklasse. Dies entspricht den Einschränkungen durch eine komplette Querschnittlähmung Halswirbel C7. | |
| S4        | SM4   | SB3   | Schwimmer mit Beeinträchtigungen der Skelettmuskulatur. Vergleichbar mit einer kompletten Tetraplegie unter Halswirbel C8 mit guter Fingerextension, inkomplette Tetraplegien unter Halswirbel C7 oder vergleichbarer Polio, einer alle vier Gliedmaßen betreffenden Arthrogrypose mit mäßigem bis ordentlichem Vortrieb aus den oberen Gliedmaßen und Dysmelien von drei Gliedmaßen. Für die Startklasse im Brustschwimmen (SB) werden hier zusätzlich komplette Querschnitte unter Halswirbel C8 mit guter Fingerextension, inkomplette Querschnitte unter Halswirbel C7, komplette Querschnitte Brustwirbel T1-5 und Brustwirbel T1-8 mit schräger Bauchmuskulatur Brustwirbel T4/6 zusammengefasst. | |
| S5        | SM5   | SB4   | Schwimmer mit angemessener Rumpfmuskulatur und ordentlicher Bewegungsfähigkeit in Schultern und Ellenbogen, Körpergröße nicht mehr als 130 cm (Frauen) und 137 cm (Männer) mit anderen Beeinträchtigungen und mit zusätzlichen Problemen beim Vortrieb (nur S-Klasse), Dysmelien in drei Gliedmaßen oder einer alle vier Gliedmaßen betreffenden Arthrogrypose mit mäßigem bis ordentlichem Vortrieb in den oberen und unteren Gliedmaßen und kompletten Querschnitten oder Polio unter Brustwirbel T1-T8. Für die Startklasse im Brustschwimmen (SB) werden hier zusätzlich komplette Querschnitte unter Brustwirbel T6-T10, Brustwirbel T9-Lendenwirbel L1 mit schräger Bauchmuskulatur zwischen Brustwirbel T4/6 und komplette Querschnitte unter Halswirbel C8 zusammengefasst. | Daniel Dias (Brasilien)                                                                              |
| S6        | SM6   | SB5   | Schwimmer mit moderaten Diplegien ohne geeignete Beinfunktion, mit ordentlicher Kontrolle über den Rumpf bis guter Bewegungsfähigkeit in Schultern und Ellenbogen, Hemiplegien mit schweren Einschränkungen im stärker betroffenen Arm (vergleichbar mit kompletten Querschnitten oder Polio unter Brustwirbel T9-Lendenwirbel L1 mit keiner Beinfunktion für das Schwimmen), Amputationen über dem Ellenbogen und über dem Knie an der gleichen Seite, beidseitigen Amputationen über den Ellenbogen mit Stümpfen weniger als 1/4, Amputationen von drei Gliedmaßen, Dysmelien mit Armverkürzungen (2/3 des normalen) und Amputationen über dem Knie zusammengefasst. Weiterhin sind Sportler mit Koordinationsproblemen, Kleinwüchsige bis 130 cm (Frauen) und 137 cm (Männer) (nur S-Klasse) in dieser Startklasse vertreten. Für die Startklasse im Brustschwimmen (SB) werden hier zusätzlich komplette Querschnitte unter Brustwirbel T11-Lendenwirbel L1 mit ohne Beinfunktion fürs Schwimmen, kompletten Querschnitten Lendenwirbel L2-L3 mit schräger Bauchmuskulatur Brustwirbel T4/6 und Körpergrößen nicht mehr als 130 cm (Frauen) und 137 cm (Männer) mit anderen Beeinträchtigungen und mit zusätzlichen Problemen beim Vortrieb (nur SB Klasse) zusammengefasst. | weitere: Kirsten Bruhn (Deutschland), Verena Schott (Deutschland), Eleanor Simmonds (Großbritannien) |
| S7        | SM7   | SB6   | Schwimmer mit kompletten Querschnitten oder Polio unter Lendenwirbel L2/L3, moderate Diplegien/moderate Hemiplegien mit Koordinationsproblemen und mit geringen Problemen in Oberkörper und Rumpf, beidseitigen Amputationen unter dem Ellenbogen, beidseitigen Amputationen über dem Knie mit Stümpfen kürzer als 1/2, Amputationen über dem Ellenbogen und über dem Knie der gegenüberliegenden Seite und mit einer gelähmten oberen Extremität und schwer eingeschränkter Beinfunktion und Kleinwüchsige (nur SB Klasse) | weitere: Sebastian Iwanow (Deutschland)                                                              |
| S8        | SM8   | SB7   | Schwimmer mit kompletten Querschnitten oder Polio unter Lendenwirbel L4/L5, mit geringer Hemiplegie, geringer Spastik in den vier Gliedmaßen, beidseitigen Amputationen über dem Knie (Stümpfe länger als 1/2 und nicht länger als 1/3), einseitige Amputationen über dem Ellenbogen oder vollständige Brachial Plexus Läsion, beidseitige Handamputationen und schweren Einschränkungen an den Gelenken der unteren Gliedmaßen. | weitere: Torben Schmidtke (Deutschland), Jessica Long (USA)                                          |
| S9        | SM9   | SB8   | Schwimmer mit minimaler Schwäche in den Beinen, Polio mit einem nicht betroffenen Bein oder Sportler mit leichten allgemeinen Koordinationsschwierigkeiten, einseitigen Amputationen über dem Knie, beidseitigen Amputationen unter dem Knie mit Stümpfen länger als 1/3 (SB- länger als 1/4), einseitigen Amputationen unter dem Ellenbogen (SB: Stümpfe länger als 1/4 und doppelten Amputationen unter dem Ellenbogen (Stümpfe länger als 1/2)) und teilweisen Beeinträchtigungen der Gelenke in den unteren Gliedmaßen oder mit dem Verlust der oberen Gliedmaßen mit einer mehr betroffenen Seite. | |
| S10       | SM10  | SB9   | Schwimmer mit Polio und Cauda-Equina Syndrom S1/2 mit minimalen Auswirkungen auf die oberen Extremitäten, Paresen an einem Bein, schweren Einschränkungen eines Hüftgelenkes, einseitigen Amputationen unter dem Knie (SB: Stümpfe länger als 1/4), beidseitigen Amputationen der Füße Für die Startklasse im Brustschwimmen (SB): einseitige Amputation unter dem Ellenbogen mit Stümpfen länger als 1/4 und Handamputationen, Erbschen Lähmungen, Brachial Plexus Läsionen oder Verlust der 1/2 Handfläche (SB: weniger als 1/3) | |

### Schwimmer mit visueller Beeinträchtigung
Das minimale Handicap wird gegeben durch maximal 6/60 Sehvermögen mit der bestmöglichen Korrektur (Brille oder Kontaktlinse etc.)
| Allgemein | Lagen | Brust | Beschreibung | Beispielschwimmer                                                         |
| --------- | ----- | ----- | --- | ------------------------------------------------------------------------- |
| S11       | SM11  | SB11  | Schwimmer ohne eine verbleibende Sehfähigkeit. Blindheit bis Lichtempfindung, ohne Formen erkennen zu können                                              | Daniela Schulte (Deutschland)                                             |
| S12       | SM12  | SB12  | Schwimmer mit einer stark eingeschränkten Sehfähigkeit. Sehfähigkeit bis zu einem Sehvermögen von 2/60 oder einer Gesichtsfeldeinschränkung auf unter 5°  | weitere: Maike Naomi Schnittger (Deutschland), Daniel Simon (Deutschland) |
| S13       | SM13  | SB13  | Schwimmer mit einer stark eingeschränkten Sehfähigkeit. Sehfähigkeit bis zu einem Sehvermögen von 6/60 oder einer Gesichtsfeldeinschränkung auf unter 20° | Elena Krawzow (Deutschland)                                               |

### Schwimmer mit intellektueller Beeinträchtigung
| Allgemein | Lagen | Brust | Beschreibung                                                     | Beispielschwimmer           |
| --------- | ----- | ----- | ---------------------------------------------------------------- | --------------------------- |
| S14       | SM14  | SB14  | Schwimmer mit einer anerkannten intellektuellen Beeinträchtigung | Janina Breuer (Deutschland) |